# Megarctosa bamiana
Megarctosa bamiana är en spindelart som beskrevs av Roewer 1960. Megarctosa bamiana ingår i släktet Megarctosa och familjen vargspindlar.
Artens utbredningsområde är Afghanistan. Inga underarter finns listade i Catalogue of Life.